# Helmut Kosmehl
Helmut Kosmehl, né le 27 septembre 1944 à Magdebourg, est un handballeur international puis un entraîneur de football allemand. Il rejoint l'Allemagne de l'Ouest en 1964 et s'engage avec le VfL Gummersbach avec lequel il remporte quatre Coupe des clubs des champions de handball en 1967, 1970, 1971 et 1974. 
Il possède la particularité d'avoir été sélectionné pour l'Allemagne de l'Est puis pour l'Allemagne de l'Ouest avec laquelle il compte 14 sélections et 27 buts marqués.
Il devient ensuite entraîneur de football et dirige notamment le FC Winterthour, les sélections du Qatar, de Maurice, des Seychelles et de la Dominique.

## Biographie

### Handballeur
Helmut Kosmehl naît le 27 septembre 1944 à Magdebourg et pratique plusieurs sports durant ses études au Spotgymnasium Magdebourg, football, athlétisme, il est champion de javelot juniors d'Allemagne de l'Est en 1960, et le handball. International est-allemand, il rejoint en 1964 l'Allemagne de l'Ouest et évolue alors au VfL Gummersbach. Il remporte avec cette équipe quatre Coupes des clubs champions en 1967, 1970, 1971, 1974 et cinq titres de champion d'Allemagne en 1966, 1967, 1969, 1973 et 1974. Il ne peut durant cette période se rendre dans les pays de l'Est en raison de son exil à l'Ouest. Il devient international ouest-allemand et compte 27 buts inscrits en 14 sélections.

### Du handball au football
En 1975, il rejoint le club de football de deuxième division Spandauer SV qui vient de perdre ses 14 premières rencontres de championnat et dispute deux rencontres avec le club,. Le club termine dernier du championnat en ne l'emportant qu'à deux reprises en 36 rencontres, il encaisse 115 buts durant la saison. Il rejoint la Suisse en 1976 et s'engage avec le club de handball de Pfadi Winterthour. Il devient en même temps entraîneur de l'équipe de football du FC Winterthour. Dernier du championnat en janvier, il est démis de son poste et remplacé par le directeur technique du club, Werner Schey. Son contrat avec le club de handball est également résilié.
Le parcours d'entraîneur d'Helmut Kosmehl l'amène ensuite à encadrer la sélection du Qatar en 1980 et 1981 lors des éliminatoires des Jeux asiatiques et des Tours préliminaires à la Coupe du monde de football puis la sélection de Maurice en 1985 et 1986. Il dirige cette sélection en compagnie du Mauricien Mohammad Anwar Elahee et remporte le tournoi de football des Jeux des îles de l'océan Indien 1985. Il dirige ensuite en 1987 la sélection féminine de Taïwan. Il revient en 1987 au handball et dirige l'équipe finlandaise d'HIFK pendant une saison. Le club remporte en fin d'année la Coupe de Finlande.
En avril 1991, il rejoint le club ougandais du Spear Motors FC. En décembre, alors qu'il est en vacances en Allemagne, le club l'informe qu'il est démis de ses fonctions. L'année suivante, en janvier 1992, il prend en charge le FC Stahl Brandenburg, club de deuxième division nord allemande, pour la phase de relégation. Il dispute cinq rencontres à la tête de l'équipe, deux matchs nuls et trois défaites, avant d'être remercié en avril. Il devient la même année sélectionneur des Seychelles et dirige l'équipe lors des Jeux des îles de l'océan Indien 1993. 
En janvier 2000, il est destinataire d'une bourse de solidarité olympique pour développer la formation des entraîneurs dominicains et devient également sélectionneur de l'équipe nationale. Il dirige l'équipe lors des deux rencontres disputées face à Haïti comptant pour les éliminatoires de la Coupe du monde 2002. La sélection est éliminée dès le premier tour sur le score de sept buts à un sur les deux matchs. Il exerce ses fonctions jusqu'en avril où son contrat est résilié deux mois avant son terme. En 2008, il est nommé à la direction du centre de formation d'AmaZulu FC en Afrique du Sud.

## Palmarès

### Handballeur
Le palmarès a été acquis avec le VfL Gummersbach :
- Vainqueur de la Coupe des clubs champions en 1967, 1970, 1971, 1974
  - Finaliste en 1972
- Champion d'Allemagne en 1966, 1967, 1969, 1973, 1974, 1975
  - Vice-champion en 1968, 1970, 1972

### Entraîneur
- Football :
  - Vainqueur des Jeux des îles de l'océan Indien 1985 avec Maurice.
- Handball :
  - Vainqueur de la Coupe de Finlande en 1988 avec HIFK